# Bogerman College
Csg Bogerman is een middelbare scholengemeenschap in de provincie Friesland.
De school, met christelijke grondslag, heeft vestigingen in Sneek, Koudum en Balk. Binnen de school worden vmbo-, lwoo-, havo-, atheneum, vwo-, technasium- en gymnasiumopleidingen aangeboden. De school is vernoemd naar predikant Johannes Bogerman.

## Hoofdvestiging
In Sneek is de school gevestigd in de wijk Hemdijk. Het huidige hoofdgebouw is gebouwd in 1954 naar ontwerp van architect Louw Reinalda uit Leeuwarden. Deze kwam echter tijdens de bouw te overlijden, waardoor de opdracht door architect J.C. Teeuw uit Leeuwarden werd afgerond.

## Oud-leerlingen
- Hans de Boer, econometrist en bestuurder
- Sisca Folkertsma, voetbalster
- Eddy van Hijum, bestuurskundige en politicus
- Nynke de Jong, journaliste en schrijfster
- Olaf Koens, journalist
- Jasja Nottelman, theoloog en predikant
- Sietske Poepjes, juriste en politica
- Ids Postma, schaatser
- Sherida Spitse, voetbalster
- Roelof de Vries, journalist en radiopresentator

## Muziekonderwijs
Het Bogerman College staat bekend vanwege zijn muziekaanbod. In de onderbouw ontvangen alle leerlingen muzieklessen. In de bovenbouw wordt muziek aangeboden als examenvak. De school heeft verschillende eigen orkesten, waaronder:
- Bogerman Bigband
- Bogerman Kamerorkest
- Bogerman Popkoor
- The Bogy's Orchestra

## Afbeeldingen

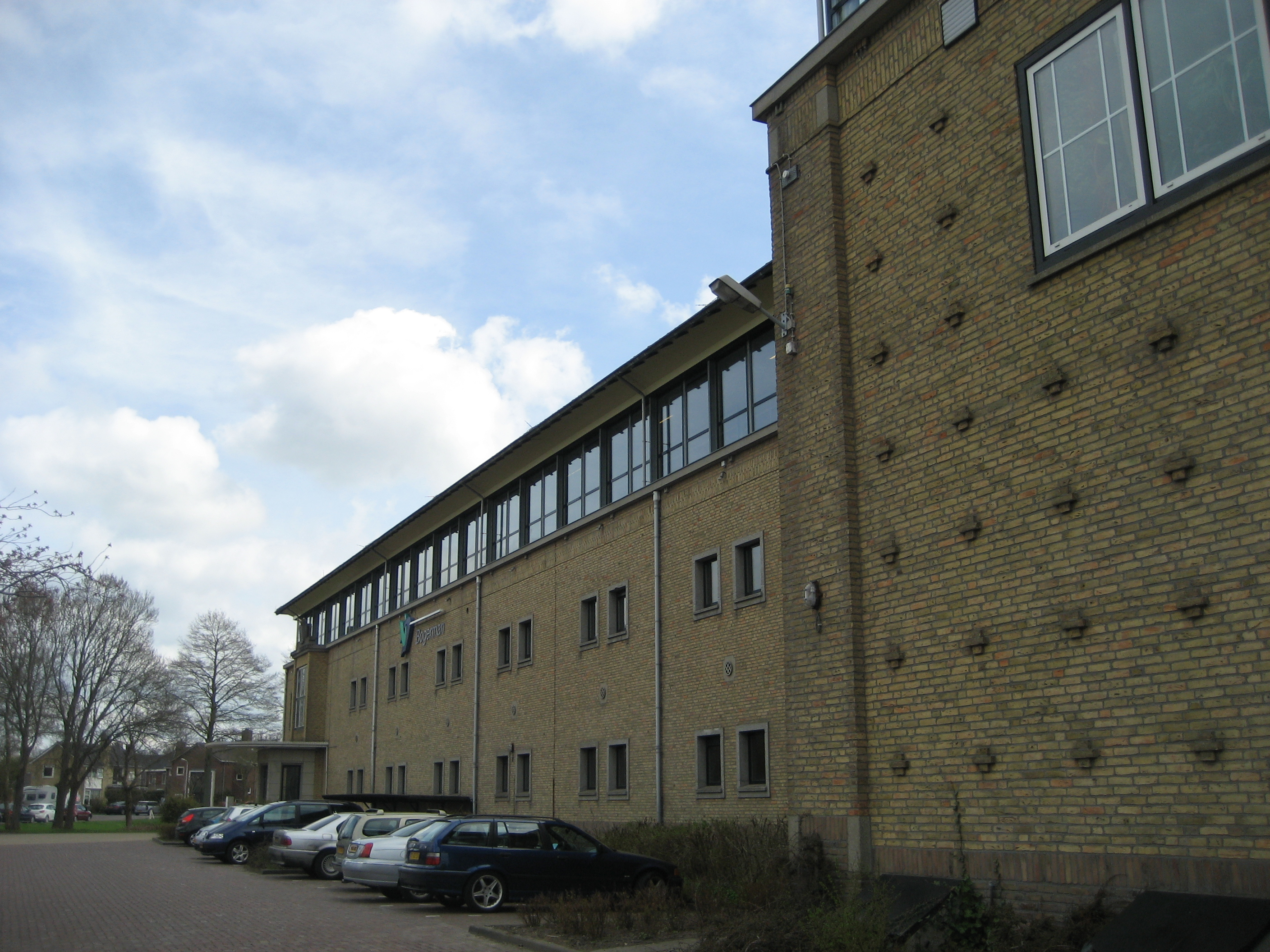
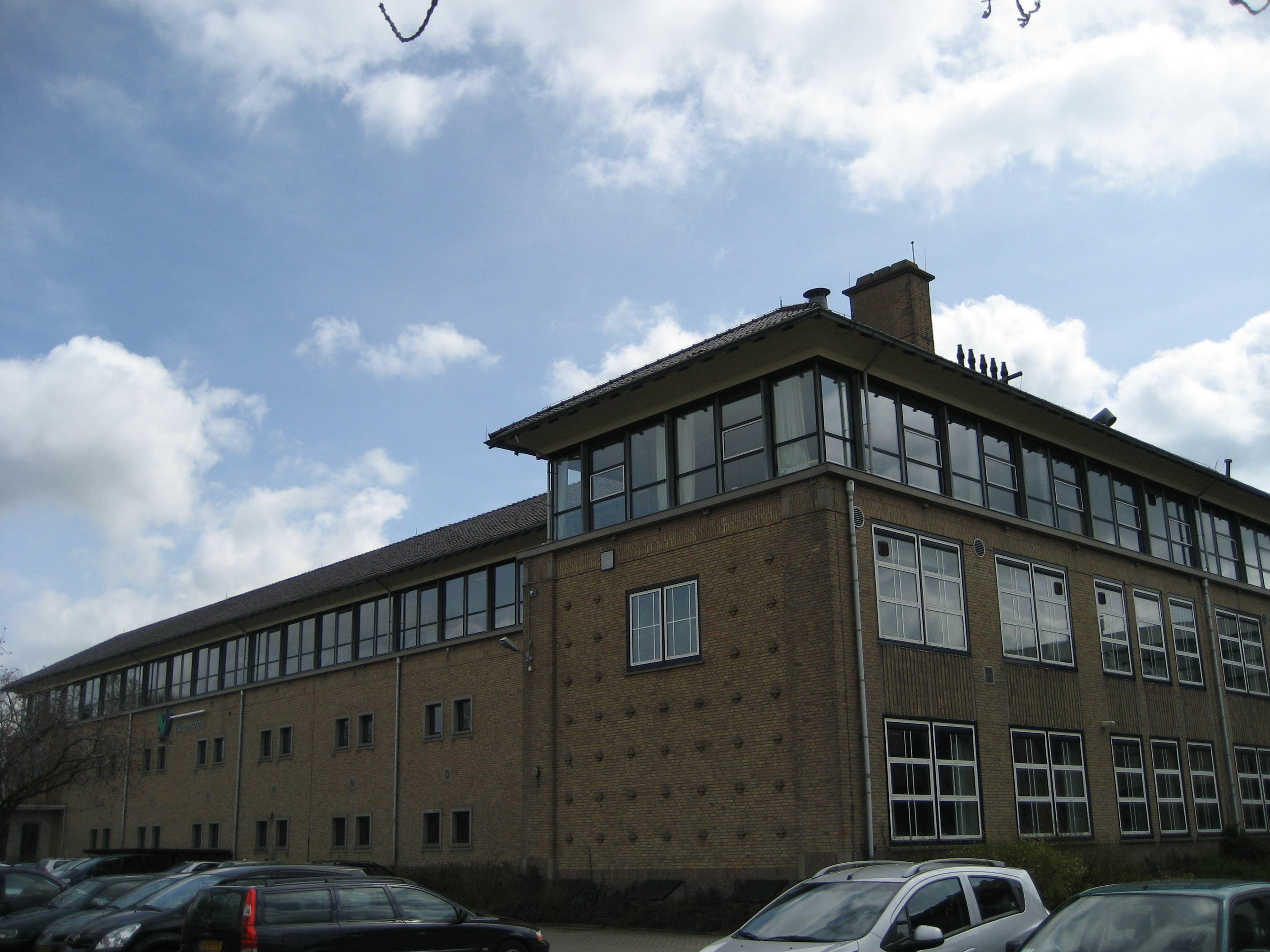
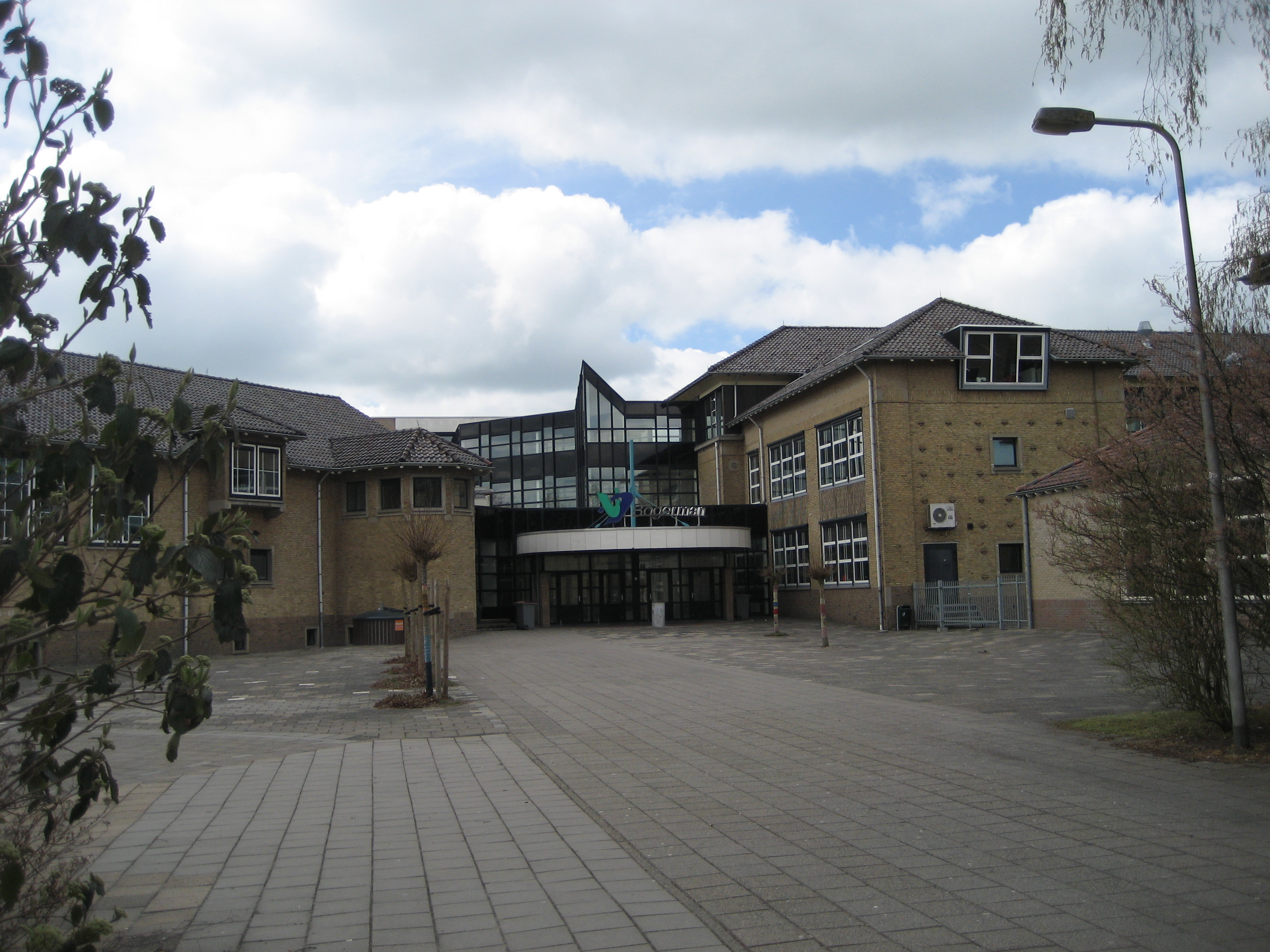
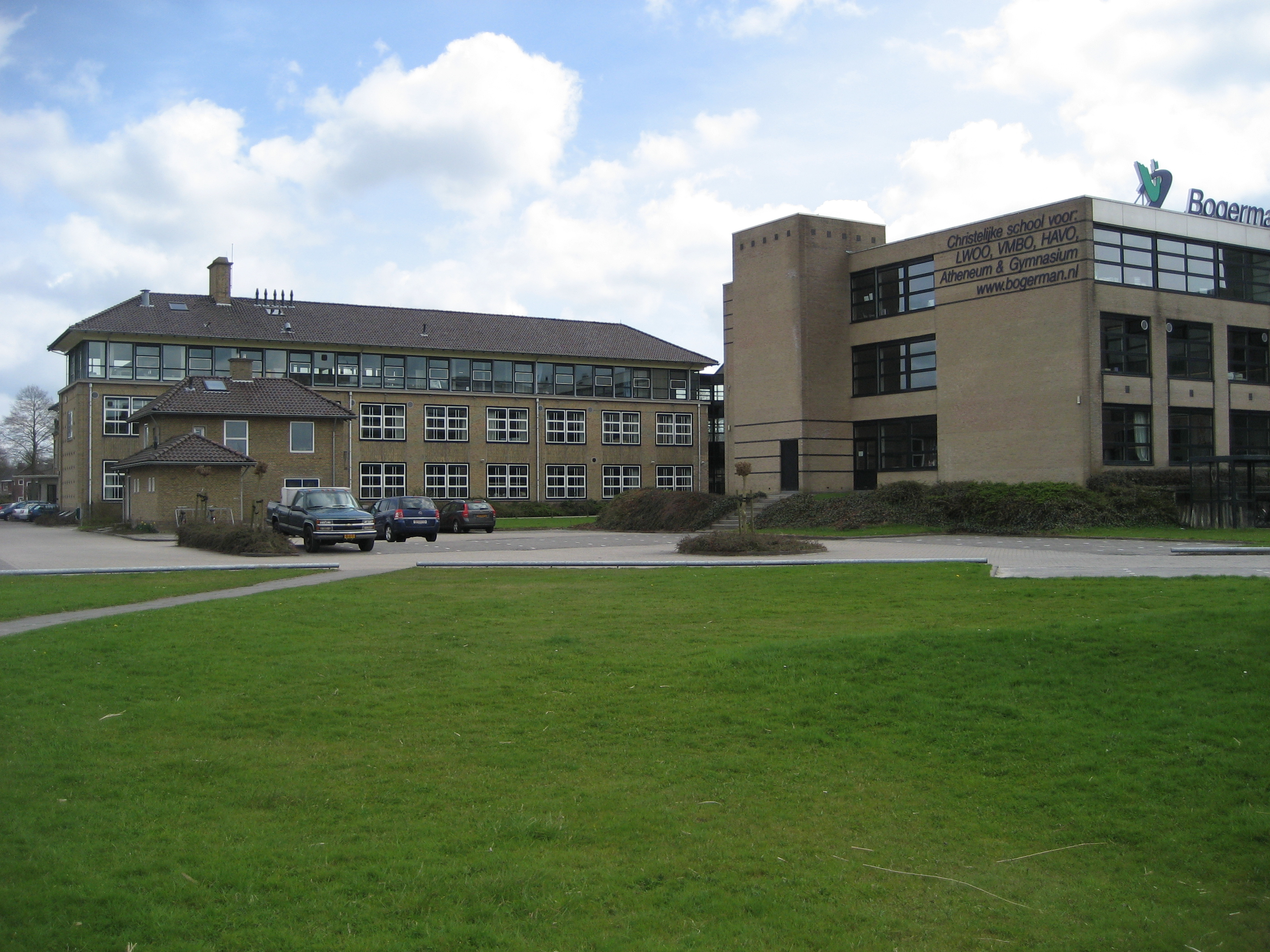
Rechts: nieuwbouw; links: gebouw 1955
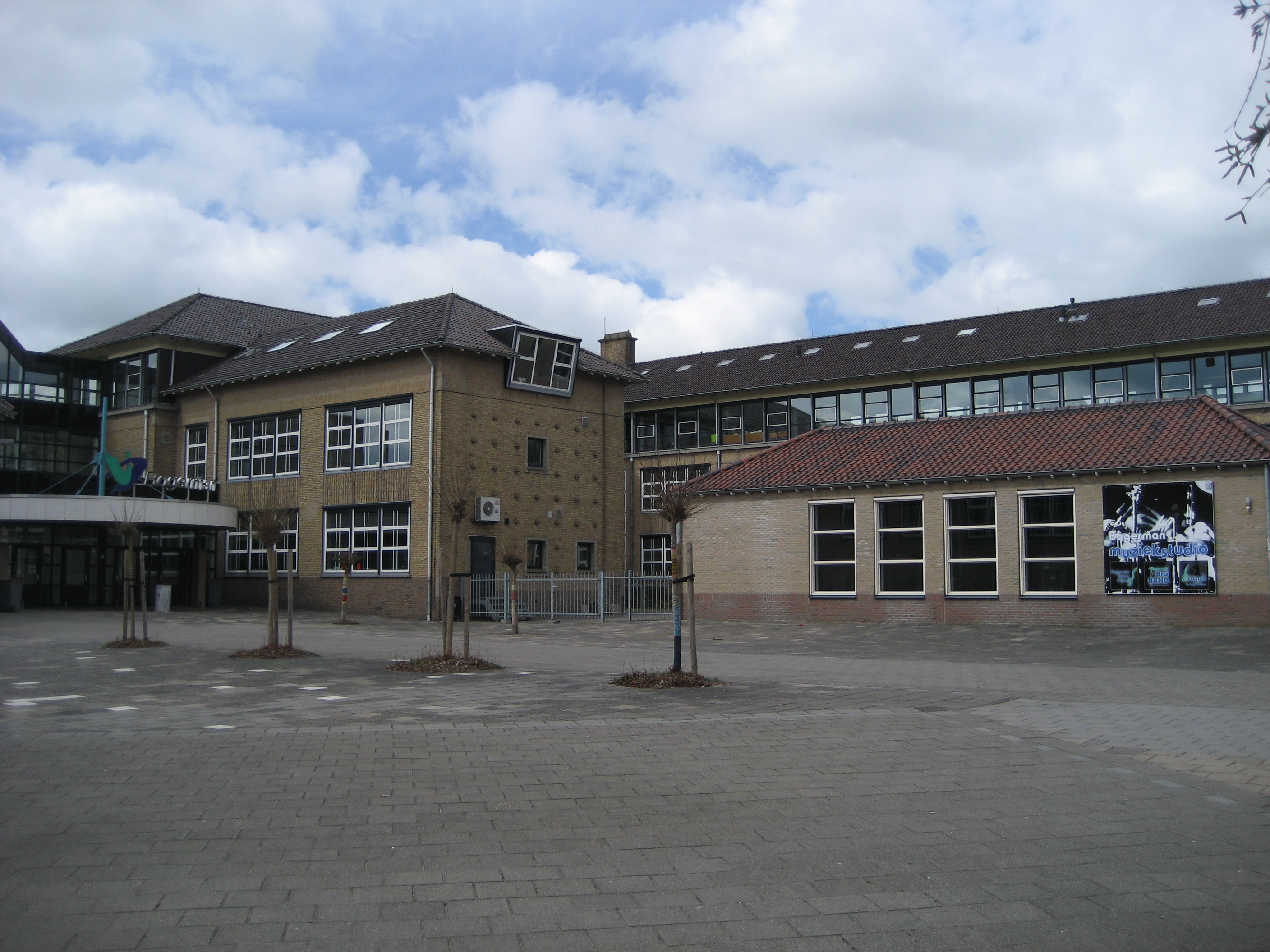
Rechts: Bogerman Muziekstudio
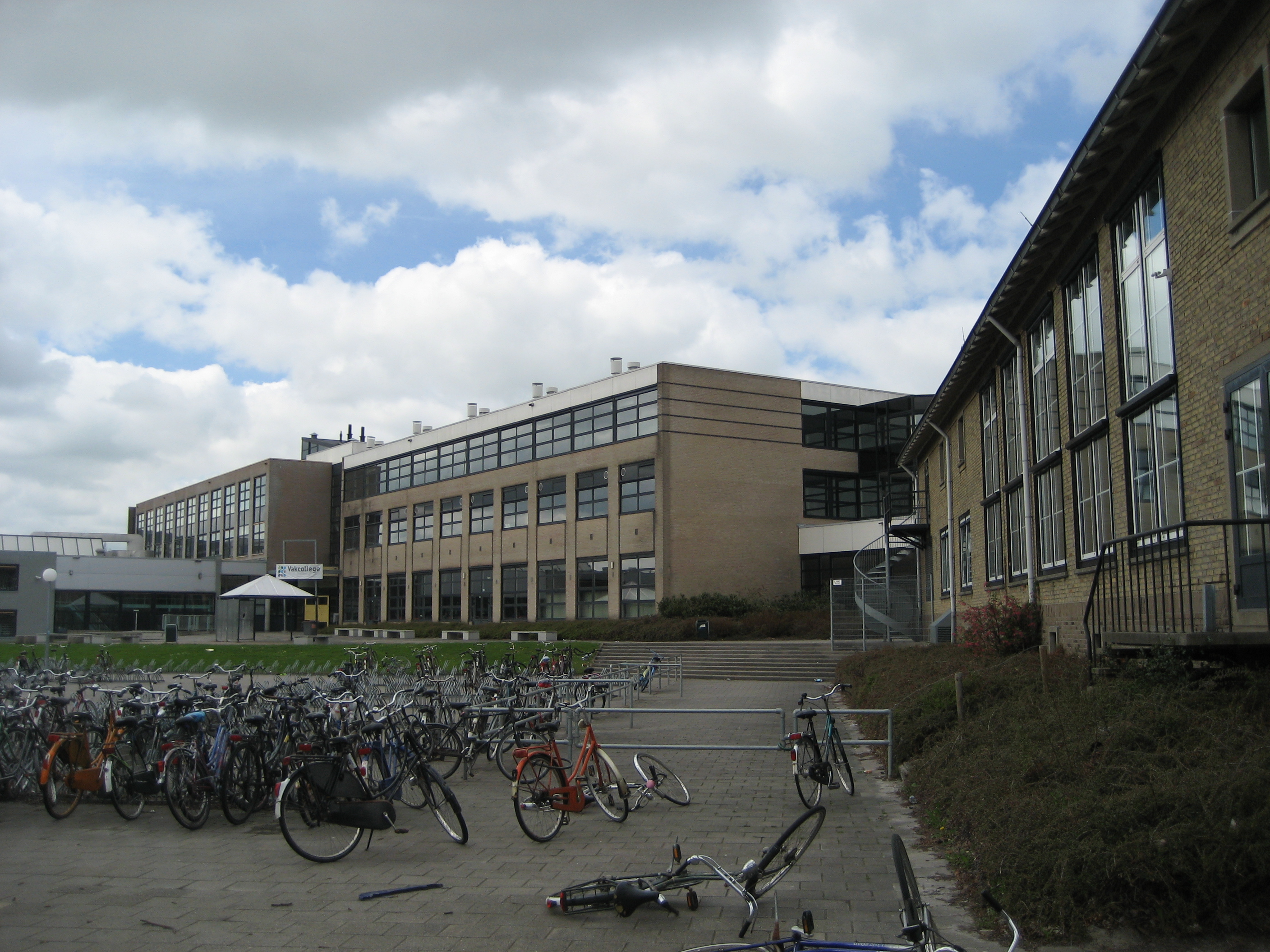